# Hiệp khách
Hiệp khách (giản thể: 侠客; phồn thể: 俠客; bính âm: xiá kè), hay còn có những tên gọi khác như du hiệp (giản thể: 遊侠; phồn thể: 遊俠; bính âm: yóu xiá), đại hiệp (大俠), thiếu hiệp (少俠), tùy từng trường hợp còn được gọi là thích khách (刺客) hoặc kiếm khách (劍客), là một dạng anh hùng võ nghệ Trung Hoa thời cổ, vốn được ca tụng trong các bài thơ cựu thể và trong dòng văn học giả tưởng.

## Các hình mẫu tương tự
- Furusiyya ở Trung Đông
- Fianna ở Ireland
- Hiệp sĩ lang thang hay Hiệp sĩ giang hồ ở châu Âu
- Rōnin ở Nhật Bản
- Sesok-ogye ở Triều Tiên/Hàn Quốc
- Kiêu binh ở Việt Nam